# Antonio Biondi y de Viesca
Antonio Biondi y de Viesca (San Fernando, 18 giugno 1863 – Chiclana de la Frontera, 4 luglio 1953) è stato un ammiraglio e politico spagnolo, fu un ammiraglio della marina militare spagnola.

## Biografia
Entrato in Marina nel 1876, fu di stanza nel 1888 sulla corazzata Pelayo sotto il comando dell'allora capitano Pascual Cervera y Topete con il grado di tenente.
Nel 1903 divenne comandante del cacciatorpediniere Proserpina. Nel 1914 venne promosso Capitano.
Fu nominato vice-ammiraglio nel 1922 e nel 1927 ottenne dal Re la Gran Croce al Merito Navale.
Fu inoltre deputato dal 1929 al 1930.